# أزمة الخلافة عام 1553
نشأت أزمة الخلافة في إنجلترا في عام 1553 نتيجة لصراع شخصي وديني مُستَعصٍ بين الملك البروتستانتي إدوارد السادس وأخته الكبرى غير الشقيقة ووريثته المفترضة الكاثوليكية ماري.
كانت خطة إزالة ماري من الخلافة والاستعاضة عنها بوريث بروتستانتي مفترض من فرع تيودور الأصغر موجودةً في ذهن إدوارد منذ ديسمبر عام 1552. في شهر يونيو من عام 1553، نَصَّب إدوارد المصاب بمرض عضال، متأثرًا بوَصيِّ العرش جون دادلي، جين غراي البالغةَ من العمر ستة عشر عامًا خليفةً له، وهي حفيدة هنري السابع وكَنّةُ جون دادلي.
توفي إدوارد في السادس من يوليو عام 1553، وأعلن المجلس الخاص بعد ثلاثة أيام جين غراي ملكةً لإنجلترا. هربت ماري إلى شرق إنجلترا، متنبّئةً بتحركات سلطات لندن، وأعلنت نفسها ملكة، وقادت تمردًا مسلحًا. بحلول الثالث عشر من يوليو، حين قاد جون دادلي شخصيًا عملية عسكرية ضد ماري، كانت قد حشدت ما يصل إلى ستة آلاف مؤيدٍ مسلحٍ. ولأنه لم يجرؤ على مهاجمة قوات المتمردين المتفوقة المتمركزة في قلعة فراملينغهام، تراجع دادلي إلى كامبريدج وتوقف عن المقاومة. لم تؤثر تحركات القوات الأصغر من مؤيدي جين غراي في البر والبحر، ولا تحركات كتيبة الأميرة إليزابيث، في نتيجة الصراع.
في التاسع عشر من يوليو، خلع المجلس الخاص جين غراي وأعلن ماري ملكةً. استسلم جون دادلي دون قتال، وانضم حلفاؤه إلى المنتصرين. في الثالث من أغسطس، دخلت ماري لندن منتصرةً وسيطرت على البلاد. بدأت فترة مدتها خمس سنوات من حركة الإصلاح المضاد الكاثوليكي في إنجلترا. كان جون دادلي وتوماس بالمر وجون غيتس الضحايا المباشرين لأزمة يوليو، وقد أُعدِموا بتهمة الخيانة. أُعدِمت جين غراي وزوجها ووالدها بعد ستة أشهر، بعد فشل ثورة ويات.

## خلفية
كان لدى هنري الثامن، الذي حكم إنجلترا منذ عام 1509 وحتى عام 1547، ثلاثة أطفال شرعيين: ماري، التي نشأت على المذهب الكاثوليكي، وإليزابيث وإدوارد، اللذان نشآ على المذهب البروتستانتي. أعاد هنري الثامن كتابة قانون الخلافة ثلاث مرات – في الأعوام 1533 و1534 و1543. نصَّ قانون الخلافة النهائي على أن وريث هنري هو إدوارد، تليه ماري، ثم إليزابيث، وأخيرًا أحفاد الفروع الجانبية لعائلة تيودور من عائلتَي غراي وكليفورد. عند وفاة هنري، أصبح إدوارد البالغ من العمر تسع سنوات ملكًا، وكانت ماري وريثته وفقًا لقانون الخلافة لعام 1543. حددت وصية هنري أن البلاد سيحكمها مجلس وصاية مكون من ستة عشر رجلًا ريثما يصل إدوارد إلى سن الرشد، والذي من المتوقع أن يكون في عام 1555. ومع ذلك، انتُهكت وصية الملك منذ البداية، فبدلًا من المجلس، استولى على السلطة الحقيقية وصيّان اثنان: إدوارد سيمور بين عامَي 1547 و1549، وجون دادلي بين عامَي 1549 و1553.
بموافقة الملك المراهق، قام الوصيّان ورئيس أساقفة كانتربيري توماس كرانمر بإصلاح الكنيسة الأنجليكية بصورة نشطة، وألغوا الطقسَ الروماني. من ناحية أخرى، تشبّثت ماري بالكاثوليكية واحتجت علنًا على الإصلاح. كانت ماري على وفاق مع نظام رفيقها القديم سيمور، لكنها خَشِيَت خليفتَه جون دادلي، كما خشيت والدها ذات مرة، واحتقرته علنًا. كان دادلي مستعدًّا للتنازل، لكن اعتبرت ماري أيّ تنازل في مسائل الإيمان أمرًا غيرَ مقبول. في ربيع عام 1550، قررت الأميرة المتمردة الفرار من البلاد. أرسل ابن عمها ومستشارها الروحي كارل الخامس (المعروف أيضًا باسم شارلكان) كتيبةً مسلحة لمساعدتها، ولكن في اللحظة الأخيرة غيرت ماري رأيها وبقيت في إنجلترا. لم يجرؤ إدوارد على اضطهاد أخته، واقتصرت أعماله الانتقامية على مستشاريها.
في نهاية عام 1552 أو في بداية عام 1553، خطط الملك إدوارد السادس البالغ من العمر خمسة عشر عامًا، والذي أصبح رجل سياسة بحد ذاته، لاستبعاد ماري من الخلافة. لم يكن باستطاعته السماح لشخص كاثوليكي بالوصول إلى السلطة، لأن هذا قد يلغي الإصلاحات التي كان ينفذها، ويعيد البلاد إلى السلطة الروحية للبابا، وقد يؤدي إلى القمع ضد المقربين من إدوارد. كان الدافع الثاني المحتمل لإدوارد هو عدم تسامحه مع «شرعية» زواج والده بكاثرين الأراغونية (والدة ماري) وآن بولين (والدة إليزابيث). تَمثّل الدافع الثالث بأن إدوارد، مثل هنري الثامن، لم يؤيد نقل السلطة إلى امرأة لسبب عملي: إن النساء، عاجلًا أم آجلًا، يتزوجن ويقعن تحت تأثير أزواجهن. كان التأثير الذي من الممكن أن يمارسه الزوجان المستقبليان لماري وإليزابيث العزبتَين على سياساتهما غيرَ مؤكدٍ وربما إشكاليًا.

## بدء الأزمة

### وصية الخلافة(بداية الأزمة عام 1553)
تُعد مخطوطة إدوارد وصيّتِي للخلافة أول دليل وثائقي على مخططاته. إن الوثيقة الباقية مكتوبة من بدايتها إلى نهايتها بخط إدوارد، وهو خط رَجلٍ سليم بدنيًا. إن اللغة المضطربة وغير المتقنة للقرار، وفقًا لديفيد لودز، تعكس عدم النضج السياسي لمؤلفه. من غير المعروف ما إذا كان إدوارد قد كتبها من تلقاء نفسه أم إذا كان لمعلم الملك وليام توماس يدٌ في تأليفها، وليس هنالك أيضًا إجماع على تاريخ تأليف النص الأول من الوصية. يعتقد ويلبر جوردان، وديفيد لودز، وليندا بورتر، وجيري مكينتوش، ومؤرخون معاصرون آخرون أن إدوارد قد ألفها وهو بكامل صحته – أي في وقت لا يتجاوز شهر فبراير أو حتى يناير من عام 1553. وفقًا لستانلي بيندوف، فقد كُتبت في منتصف مايو، قبل وقت قصير من زفاف جين غراي وغيلفورد دادلي. يُنظر إلى الوصية في جميع التفسيرات على أنها ليست وصية ملك يحتضر، بل وصية شخص يتمتع بصحة جيدة أو من المتوقع أن يتماثل للشفاء. ظلت الوصية سرًّا لا تعلم بشأنه ماري وإليزابيث وكذلك الوصي جون دادلي حتى أوائل شهر يونيو من عام 1553. ربما أدرك إدوارد أن اقتراحه كان ضد إرادة والده وعاداته (في سلالتَي بلانتاجانت وتيودور، كانت السلطة تنتقل دومًا عبر الخط الذكوري) ولم يخاطر بمناقشته حتى مع أقرب مؤيديه.
تمثّل جوهر الوثيقة بإعطاء أولوية اعتلاء العرش لأبناء السيدة فرانسيس غراي الذين لم يُولدوا بعد، يليهم أولاد ابنتها غير المتزوجة جين غراي الذين لم يُولدوا بعد. كان اختيار أحفاد ابنة هنري الثامن الصغرى سهلًا: لم يكن إدوارد يملك خيارًا، ولم يستطع اتباع القانون الساليّ سبب ندرة الرجال في سلالة تيودور: فقد كان هنري ستيوارت البالغُ من العمر ثماني سنوات الرجلَ الوحيدَ، لكنه كان كاثوليكيًا – وبالتالي غيرَ مقبول. كان رجال بلانتاجانت غير مقبولين أيضًا: أمضى إدوارد كورتني حياته الواعية بأكملها مسجونًا في برج لندن، وكان الكاردينال بول وشقيقاه كاثوليكيين ومغتربين سياسيين. بعد استبعاد أحفاد عائلة بلانتاجانت، وهما ابنة هنري السابع الكبرى مارغريت (عائلة ستيوارت الاسكتلندية) وابنه (الأختان ماري وإليزابيث)، اضطر إدوارد إلى الاختيار من بين أحفاد ابنة هنري السابع الصغرى ماري. لم يكن هناك أحفاد ذكور في هذا الفرع من عائلة تيودور، وكانت أكبر امرأة في سن الإنجاب فرانسيس غراي ابنة ماري البالغة من العمر خمسة وثلاثين عامًا. إذا لم تتمكن فرانسيس من إنجاب أي طفل، فإن ابنتها الكبرى جين ستتمكن من ذلك. كانت شابة سليمة بدنيًا، ونشأت على المذهب البروتستانتي، ولم تكن لصفاتها الأخرى أي أهمية، فقد كانت مجرد وسيلة مؤقتة للتكاثر ريثما يحصل إدوارد على أطفال من صلبه، إذ ليس هنالك حاجة لجين وذريّتها.